# Ratište
Pod pojmom ratište podrazumijevamo zemljopisni prostor na kome se vodio, vodi ili može biti vođen rat, zajedno s cjelokupnim ratnim potencijalom, njegovim izvorima i drugim potencijalima.

## Klasifikacija ratišta
Tri su temeljne klasifikacije ratišta:
1. Sa stajališta geoprostora na kome se izvode ratne operacije i utvrđuju strane u sukobu:
  - opće ratište – cjelokupni prostor zaraćenih strana
  - posebno ratište – dio je općeg ratišta
2. Težišnog prostora djelovanja grana oružanih snaga
  - kopnena
  - pomorska
  - zračna
3. Obzirom na vrstu ratova:
  - svjetska
  - regionalna
  - lokalna

## Elementi ratišta
Ratište u vojnom smislu predstavlja najvišu strategijsku kategoriju prostora. Na svakom ratištu postoje bojišta, težišta, objekti, smjerovi itd.
1. Bojište kao dio ratišta je strategijska kategorija određenog prostora i može biti:
  - kopneno
  - pomorsko
  - zračno
2. Vojnozemljopisno težište – dijelovi zemljopisnog prostora gdje je ta pojava ravnomjerno ili neravnomjerno najviše zastupljena nazivaju se VZ težište - temeljni ciljevi bojnog djelovanja zaraćenih strana
  - demografsko, prometno, gospodarsko, ....
3. Vojnozemljopisni objekti su niz strategijskih objekata (prometne veze, mostovi i dr.) koji imaju vojno značenje;
  - strategijski: najvažniji djelovni ratišta, bojišta (oružane snage u cjelini, pojedine grane, ...);
  - operacijski: temeljni elementi u zoni operacije (protuzračna obrana, ZM, veza, ED, ...);
  - taktički: vojni objekti manjih razmjera na taktičkom nivou.
4. Smjer djelovanja je trodimenzionalni pojas kojim sem postrojbe kreću, opskrbljuju, bojno djeluju. Smjerovi mogu biti:
  - Divergentni: iz unutrašnjosti se šire prema objektima djelovanja. Npr. najčešće pri proboju ili izvlačenju snaga
  - Konvergentni: sa širokog kružnog ili polukružnog prostora usmjereni prema objektu djelovanja (primjer je pri povoljnom odnosu snaga za što brže ovladavanje objektom - napad na naseljeno mjesto, zračni desant, ....)
  - u zavisnosti od vojnozemljopisnog značenja objekta prema kojem se borbeno djeluje, smjerovi mogu biti: strateški, operativni, i taktički.

a) Strategijski smjer djelovanja: prostorno trodimenzionalni pojas strategijskog značaja, usmjeren ka jednom ili više strategijskih ciljeva:
- kopneno - zračni
- pomorsko - zračni

a mora omogućiti
- prostornu mogućnost primanja snaga strategijskih razmjera,
- izvođenje strategijske operacije,
- pružiti povoljne uvjete za postizanje strategijskog cilja.